# الخروج من القاهرة (فلم)
الخروج من القاهرة فيلم مصري من إنتاج عام 2011.

## القصة
فيلم صادم عن الحياة في القاهرة المعاصرة، وتدور أحداثه حول قصة حب تجمع بين فتاة قبطية تدعى "أمل" وشاب مسلم يدعى "طارق"، ولكنه يحلم بالسفر إلى الخارج لتحقيق طموحاته التي يفشل في تحقيقها في مصر"

## طاقم التمثيل
| - محمد رمضان:طارق - مريهان مجدي:أمل - سناء موزيان:رانيا - أحمد بدير:نجيب زوج أم أمل - صفاء جلال:حنان أخت أمل - محمد جمعة:محمود أخو طارق - نادية فهمي:أم أمل - عبد الرحمن المصري: سمير | - كمال عطية:مينا - محمد الصاوي:عبده - نبيل الهجرسي:فريد صاحب المطعم - مجدي السباعي:الطباخ - إسماعيل فاروق:جميل - مها عثمان:م.مرفت - إيمان لطفي:نجوى صاحبة بيت الدعارة - عواطف حلمي:أم رانيا | - حسام الشربيني:د.سامح - فيفي منصور:أم طارق - عطية:والد رانيا - إسلام فهمي:ظابط1 - أحمد فريد:جمال - رياض:عريس رانيا - منى الحلواني:عاملة1 | - شيماء حسن:الممرضة - بسمة مجدي:عاملة2 - طارق السيد:ظابط2 - أحمد السيد:المخبر - علي العشري:المراكبي - عبد السلام خلف: زبون - مراد جلال: طفل |  |

| - قصة وسيناريو وحوار: هشام عيسوي - سيناريو وحوار: أمل عفيفي - مصور: باتريك تيلاندر - مخرج مساعد: احمد صلاح محمد - منتج: الشركة العربية للإنتاج والتوزيع السينمائي | - مدير التصوير:جمعة صلاح - ميكساج:وائل عبد اللطيف - مهندس صوت:إبراهيم عبد العزيز - الألحان والموسيقى التصويرية: تامر كروان - مونتير: نهاد سامي | - مدير التصوير:باتريك سيلاندر - منتج مشارك:أوليفر هاظلي - إنتاج:شريف مندور - مخرج: هشام عيسوي - مساعد مخرج : روماني ماهر |

## وصلات خارجية
- مقالات تستعمل روابط فنية بلا صلة مع ويكي بيانات